# Stenasellus racovitzai
Stenasellus racovitzai är en kräftdjursart som beskrevs av Razzauti 1925. Stenasellus racovitzai ingår i släktet Stenasellus och familjen Stenasellidae. Inga underarter finns listade i Catalogue of Life.